# Jae’Sean Tate

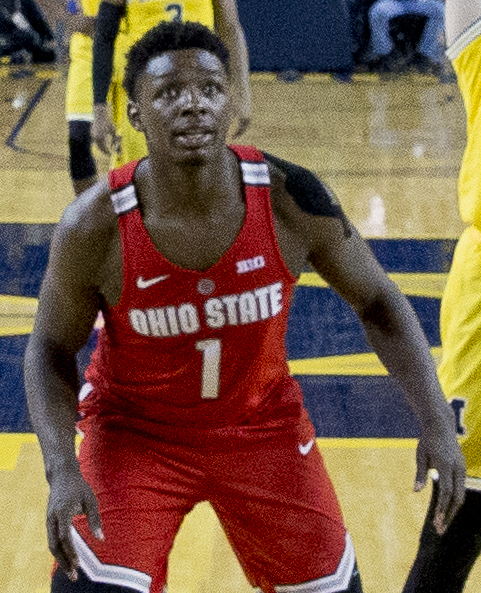
Jae'Sean Tate, 2018.

Jae'Sean Antoine Tate, född 28 oktober 1995 i Toledo i Ohio, är en amerikansk professionell basketspelare (SF) som spelar för Houston Rockets i National Basketball Association (NBA).
Han har även spelat som proffs i Australien och Belgien.
Tate blev aldrig NBA-draftad.
Innan han blev proffs studerade Tate vid Ohio State University och spelade för deras idrottsförening Ohio State Buckeyes.